# Black Gives Way to Blue
Black Gives Way to Blue četvrti je studijski album američkog rock-sastava Alice in Chains. Objavljen je 29. rujna 2009., na 17. godišnjicu objave njegova drugog albuma Dirt. Prvi je uradak skupine na kojem nije pjevao izvorni pjevač Layne Staley, koji je preminuo 2002., i prvi album na kojem je novi pjevač i gitarist William DuVall pjevao s gitaristom i pjevačem Jerryjem Cantrellom, koji je glavni pjevač na većini pjesama. Naslovna je pjesma posveta Staleyju i na njoj Elton John svira klavir. Riječ je o prvom albumu Alice in Chainsa koji je objavio Virgin Records; skupina je dotad surađivala s Columbia Recordsom. Black Gives Way to Blue pojavio se na petom mjestu glazbene ljestvice Billboard 200, a 26. svibnja 2010. članovima sastava uručena je zlatna ploča jer je u Sjedinjenim Državama prodano više od 500 000, a u ostatku svijeta milijun primjeraka albuma. "A Looking in View" prva je pjesma s albuma koja se mogla preuzeti s interneta u lipnju 2009.; premda nije objavljena kao službeni singl za radijske stanice, stanice specijalizirane za rock-glazbu počele su je reproducirati, pa se popela na 12. mjesto Billboardove ljestvice Mainstream Rock Tracks. Singlovi "Check My Brain" i "Your Decision" dosegli su prvo mjesto na spomenutoj ljestvici, a "Lesson Learned" zauzela je četvrto mjesto. "Check My Brain" također je prva pjesma sastava koja se pojavila na prvom mjestu ljestvica Alternative Songs i Hot Rock Songs, a usto je dosegla 92. mjesto na Billboardovoj ljestvici Hot 100, ta je pjesma tako postala prvi singl skupine koji se pojavio na toj ljestvici. "Check My Brain" i "A Looking in View" poimence su 2010. i 2011. bile nominirane za nagradu Grammy u kategoriji "Najbolje hard rock-izvedbe". Godine 2010. Black Gives Way to Blue osvojio je nagradu Golden Gods časopisa Revolver za album godine.
Između objave Alice in Chainsa i Black Gives Way to Bluea prošlo je gotovo 14 godina, što je najdulji razmak između dvaju studijskih albuma u karijeri skupine. Članovi sastava ponovno su se okupili početkom 2006. a novi je pjevač postao DuVall. U travnju 2007. grupa je počela pisati pjesme za novi album i izrađivati njihove demosnimke, no tek je u listopadu 2008. službeno izjavila da je počela snimati uradak s producentom Nickom Raskulineczom. Album je snimljen u Studiju 606 Foo Fightersa u Northridgeu i u Henson Recording Studiosu u Los Angeles. Zasluge za produkciju pripisane su Raskulineczu i članovima Alice in Chainsa. Budući da skupina nije imala potpisan ugovor s diskografskom kućom u vrijeme snimanja, Cantrell i bubnjar Sean Kinney samostalno su izdvojili novac za troškove rada na albumu. Snimanje albuma završilo je 18. ožujka 2009., na Cantrellov 43. rođendan. Skupina se na Black Gives Way to Blueu vratila stilu heavy metala i hard rocka koji je obilježio prethodne albume Facelift i Dirt umjesto glazbenom stilu trećeg albuma čije se pjesme odlikuju mračnom atmosferom s elementima grungea i uporabom gitarskih pedala koje zvuk čine mutnijim. Određene pjesme sadrže i elemente akustične glazbe koja je obilježila drugi i treći EP skupine i dijelove trećeg studijskog albuma. Na tom se albumu nalaze i pjesme koje je Cantrell nazvao "najžešćima koje je ikad napisao".

## Pozadina i snimanje
Dana 18. veljače 2005. gitarist Jerry Cantrell, basist Mike Inez i bubnjar Sean Kinney ponovno su se okupili radi nastupa na dobrotvornom koncertu u Seattleu za sve osobe pogođene cunamijem u južnoj Aziji. Bio je to prvi nastup skupine uživo od 1996. Dana 10. ožujka 2006. preživjeli su članovi sastava nastupili na koncertu Decades Rock Live koji je organizirao VH1; koncertom su odali počast glazbenicama Ann i Nancy Wilson iz Hearta, koje su također podrijetlom iz Seattlea. William DuVall, pjevač grupe Comes with the Fall, prvi je put nastupio sa skupinom na tom koncertu, na kojem je pjevao pjesmu "Rooster". Nakon nastupa skupina je otišla na kraću američku klupsku turneju te je održala nekoliko koncerata na europskim glazbenim festivalima i u Japanu. DuVall je postao službeni pjevač Alice in Chainsa tijekom tih koncerata. DuVall i Cantrell dugo su bili prijatelji. Godine 2000. upoznao ih je zajednički poznanik u Los Angelesu a DuVallov sastav bio je Cantrellova predgrupa i njegov prateći sastav tijekom promidžbene turneje za njegov drugi samostalni album Degradation Trip 2001. i 2002.
O ponovnom okupljanju članova sastava za nastupe Cantrell je izjavio: "Želimo odati počast onomu što smo nekoć činili i svojemu prijatelju. Nastupili smo s nekim [pjevačima] koji su željni izazova i [pjesmama] mogu podariti vlastite osobine i ne zvuče kao Layneovi klonovi. Ne zanima nas gaženje [Staleyjeve] bogate ostavštine. Teško je nositi se s time. Hoćete li slijediti primjer Led Zeppelina i nikad više nastupiti uživo jer je lik bio toliko važan? Povodili smo se za tim pristupom nekoliko godina. Ili ćete  ipak pokušati učiniti nešto? Spremni smo riskirati. Doista je riječ o ponovnom okupljanju jer smo mi, preostala trojica nas, opet zajedno. Nije riječ o odvajanju i zaboravljanju, nego o pamćenju i nastavljanju dalje."
Kinney je u intervjuu održanom u veljači 2006. izjavio da bi bio voljan sudjelovati u pisanju novih pjesama, ali ne pod imenom Alice in Chainsa. Dodao je: "Kad bismo našli nekog drugog lika, volio bih okrenuti list, napisati nekoliko dobrih pjesama, promijeniti ime i tako nastaviti dalje. Nije mi smisleno nastaviti svirati kao Alice i zamijeniti neku osobu. ... Ne želimo zamijeniti Laynea. Želimo još jednom odsvirati sve te pjesme i ako se to ispostavi kao nešto dobro, ostvarit će se. Ne znam ni koliko će dugo to trajati ni kamo ćemo sve otići. To je posvećeno Layneu i našim obožavateljima, ljudima koji vole te pjesme. Nije da smo švorc i da nam treba novac. Volimo svirati zajedno."
U travnju 2007. Baldy, službeni bloger skupine, objavio je vijesti o tome kako napreduje rad na albumu; izjavio je da su članovi Alice in Chainsa proveli pet dana u Los Angelesu, "održali tri probe i jedno probno snimanje te odslušali nekoliko različitih demosnimki". Dodao je i da su mu nove pjesme "isprašile tur". U ožujku 2008. članovi skupine službeno su počeli pisati pjesme i raditi zajedno. Kinney je izjavio da su samo htjeli čuti kako bi zvučale nove pjesme; budući da su bili u starom studiju Carmen Mirande, odlučili su ih i snimiti. "To je vrlo glazbeno mjesto. I sve je bilo tako dobro da smo se upustili u snimanje. Bio je to izniman podvig, ali kad je sve to završilo, bio sam jako ponosan na to što smo postigli. Nisam se tako osjećao otkad smo bili klinci." U rujnu 2008. objavljena je vijest da će Alice in Chains ući u studio toga listopada i da će ondje snimiti novi album, koji će biti objavljen u ljeto 2009.
Snimanje je počelo 23. listopada 2008. u Studiju 606 skupine Foo Fighters, koji se nalazi u Los Angelesu. U snimanju je sudjelovao producent Nick Raskulinecz (koji je prethodno radio sa sastavima kao što su Foo Fighters, Rush, Stone Sour, Trivium, Shadows Fall, Death Angel). Alice in Chains u to vrijeme nije imao potpisan ugovor ni s jednom diskografskom kućom, pa su troškove snimanja podmirili Cantrell i Kinney. U prosincu 2008. snimanje se nastavilo u losanđeleskom studiju Henson Recording Studios. Staleyjeva majka Nancy McCallum podržala je ideju ponovnog okupljanja sastava i posjećivala je njegove članove tijekom snimanja. Ostali su članovi Staleyjeve obitelji također podržali volju članova Alice in Chainsa. Menadžerica Susan Silver izjavila je: "[B]ilo je jako važno da se slože s tim." U travnju 2009. Cantrell je na dodjeli nagrada časopisa Revolver izjavio da je snimanje albuma završeno 18. ožujka 2009. (na njegov 43. rođendan, a ujedno i na dan na koji je rođen DuVallov sin), da ga trenutačno miksaju i da bi trebao biti objavljen u rujnu. Dana 23. travnja 2009. Elton John snimio je klavirsku dionicu za pjesmu "Black Gives Way to Blue" u studiju u Las Vegasu.
Menadžer David Benveniste raznim je izdavačima reproducirao nekoliko novih pjesama, nakon čega su veće diskografske kuće članovima skupine počele nuditi ugovor. Alice in Chains naposljetku je potpisao ugovor s Virgin Recordsom i EMI-jem.

## Naslov albuma
Kad je Lily Cornell Silver, tada devetogodišnja kći Chrisa Cornella i Susan Silver, upitala majku "što znači 'Black Gives Way to Blue'", Silver je rekla da će nazvati ujaka Jerryja [Cantrella] i upitati ga; Cantrell joj je ovako objasnio naslov albuma:
Dana 1. prosinca 2020. Cornell Silver ostvarila je glazbeni debi tako što je na dodjeli nagrade Museum of Pop Culturea Alice in Chainsu izvela pjesmu "Black Gives Way to Blue" s Chrisom DeGarmom, a prije toga njezina je majka održavala uvodni govor.

## Glazba i tekstovi
U travnju 2009. na blogu skupine objavljen je tekst u kojem je pisalo da se članovi sastava nadaju kako će "te pjesme pogoditi u žicu i slično djelovati na sve vas na koje je ovaj sastav utjecao i prije." Kinney je izjavio da se s glazbenog gledišta album ne razlikuje previše od prijašnjih uradaka skupine; dodao je: "Lijepo je kad zvučiš kao ti... Zapravo to i nije tako teško. Znam da ljude iznenađuje činjenica da zvučimo kao mi i jasno mi je takvo poimanje stvari, ali nije tako naporno zvučati onako kako inače zvučiš." Na uratku se nalaze hard rock-pjesme, ali i akustične skladbe.
Kinney je izjavio da se na uratku nalaze stihovi koji govore o izvornom pjevaču Layneu Staleyju: "Ne prođe ni jedan dan a da ga se ne sjetim. A i mnogo je toga čemu se trebamo posvetiti jer sve to izbija u prvi plan. Mnogo se toga zbilo od 1995.; mnogo se toga dogodilo u našim životima i nikad o tome nismo javno govorili i raspravljali. O dijelu toga govorimo ovdje. Tako funkcioniramo, [album] govori o tome što se zbilja dogodilo u životu. Nije baš da pišemo pjesme o brzim autima i curama."
Naslovna je pjesma "Black Gives Way to Blue" napisana u počast Staleyju; na njoj Cantrell pjeva, a Elton John svira klavir. Govoreći o značenju drugih pjesama, Cantrell je izjavio da "A Looking in View", prvi singl s albuma, "govori o svim tim stvarima zbog kojih se osjećate loše". Drugi singl "Check My Brain" govori o Cantrellovoj selidbi iz Seattlea u Los Angeles. Treći singl "Your Decision" govori o "preživljavanju bolnih trenutaka i želji za životom". Cantrell je također opovrgnuo općenito mišljenje da pjesma "Private Hell" govori o Layneu Staleyju; izjavio je da je tema te pjesme njegov prekid s djevojkom koju je silno volio i da "nije bio dovoljno muško da bi nastavio vezu".
"Last of My Kind" jedina je pjesma na albumu na kojoj je DuVall glavni pjevač i na kojoj ne pjeva u harmoniji s Cantrellom, koji je pak zaslužan samo za prateće vokale. DuVall je također autor stihova i glazbe te pjesme. K tome, napisao je i pjesmu "Tongue Tied", koja govori o njegovu prijatelju Seanu Costellu, koji je 2008. počinio samoubojstvo, ali se naposljetku nije pojavila na albumu.
Cantrell je o svojoj ulozi glavnog pjevača na albumu izjavio ovo:

## Omot albuma
Na omotu albuma prikazana je anatomska ilustracija srca koje okružuje crno-plava pozadina. Izradio ga je britanski ilustrator Matt Taylor. DuVall je izjavio da je naslovnica u biti nastala na temelju Kinneyjeve ideje, ali da su i ostali članovi sudjelovali u njezinoj izradi. U knjižici albuma nalaze se fotografije članova sastava (koje je snimio fotograf James Minchin III) i ilustracije koje je izradio Emmanuel Polanco.
Jerry Cantrell ovako je objasnio značenje naslovnice u intervjuu s časopisom Billboard u listopadu 2009.:
Proizvođač gitara G&L za Cantrella je izradio prilagođenu gitaru vrste Rampage na čijem se tijelu nalazi naslovnica albuma. Gitara je predstavljena u siječnju 2010. na NAMM-u u Anaheimu u Kaliforniji.
Na početku koncerata tijekom turneje za Black Gives Way to Blue Alice in Chains služio se projektorom koji bi na zavjesi prikazivao srce koje kuca.

## Objava i recenzije
Dana 25. travnja 2009. objavljeno je da će novi album Alice in Chainsa objaviti Virgin Records i EMI; bila je to prva promjena izdavača uradaka skupine dotad. Dana 11. lipnja 2009. objavljena je vijest da će ime novog albuma biti Black Gives Way to Blue i da će biti objavljen 29. rujna 2009., na isti dan na koji je 17 godina prije objavljen Dirt, drugi album sastava.
Dana 14. srpnja 2009. članovi sastava odsvirali su sve pjesme s albuma u Ricardo Montalbán Theateru u Los Angelesu, a potom su održali akustični koncert na kojem su, između ostalog, odsvirali akustične inačice pjesama "Your Decision" i "Black Gives Way to Blue". Klavijaturist Derek Sherinian pridružio se skupini tijekom tog koncerta. Još se jedno javno slušanje albuma održalo 21. srpnja 2009. u New Yorku.
Britanski časopis Classic Rock dao mu je devet zvjezdica od njih deset u recenziji objavljenoj u rujnu 2009. Metal Hammer istog mu je mjeseca dao deset od deset bodova, a Nigel Britto iz novina The Times of India pohvalio je album i opisao ga "zapanjujućim"; naknadno ga je nazvao "pravim pravcatim uspjehom". Sputnikmusic dodijelio mu je četiri boda od njih pet i izjavio je: "To je zaista odličan album koji ispunjava (a katkad i nadmašuje) očekivanja koja je skupina postavila na [albumima] 'Dirt' i 'Jar of Flies.'" Stephen Thomas Erlewine, AllMusicov recenzent, dodijelio mu je četiri zvjezdice od njih pet i zaključio je: "Iako ih nitko nikad neće pojmiti kao sastav koji uveseljava, vidi se da je članovima laknulo što mogu opet svirati kao grupa; ono što je izvanredno jest to da i dalje zvuče kao oni. Uhvatili su tu čudnu tamu koja premošćuje metal iz osamdesetih i sjeverozapadni sludge iz devedesetih te nas time podsjetili na to da nam je nešto nedostajalo dok ih nije bilo."
"A Looking in View", jedna od pjesama s albuma, od 30. lipnja 2009. mogla se preuzeti s iTunesa i Amazona, a početkom srpnja na kratko se vrijeme mogla i besplatno preuzeti sa službenih stranica Alice in Chainsa. Iako to nije prvi singl s albuma objavljen za radijske postaje, rock-postaje diljem SAD-a počele su reproducirati tu pjesmu. Glazbeni spot za "A Looking in View" premijerno je prikazan na službenim stranicama sastava 7. srpnja 2009.
Dana 14. kolovoza 2009. pjesma "Check My Brain" (i prvi službeni singl) počela se reproducirati na radijskim postajama, a mogla se preuzeti od 17. kolovoza 2009. Glazbeni spot za tu pjesmu premijerno je prikazan 14. rujna 2009.
"A Looking in View" dosegao je 12. mjesto na Billboardovoj ljestvici Hot Mainstream Rock Tracks i 27. mjesto na njegovoj ljestvici Rock Songs, a "Check My Brain" pojavio se na pet ljestvica: dosegao je 92. mjesto na ljestvici Hot 100, 75. mjesto na ljestvici Hot 100 Airplay te prvo mjesto na ljestvicama Hot Mainstream Rock Tracks, Rock Songs i Hot Alternative Rock Tracks.
Black Gives Way to Blue pojavio se na petom mjestu ljestvice Billboard 200; u prvom je tjednu objave prodan u 126 000 primjeraka. Dana 5. listopada 2009. pojavio se i na glavnoj glazbenoj ljestvici u Ujedinjenom Kraljevstvu, na kojoj je dosegao 19. mjesto.
U vrijeme europske turneje skupina je 16. studenoga 2009. u Ujedinjenom Kraljevstvu i 1. prosinca u SAD-u objavila singl "Your Decision". Pojavio se na 32. mjestu američke ljestvice Rock Songs i naknadno je dosegao prvo mjesto te ljestvice i ljestvice Hot Mainstream Rock Tracks. Na ljestvici Alternative Songs dosegao je četvrto mjesto.
Posljednji singl "Lesson Learned" počeo se reproducirati na radijskim postajama od 22. lipnja 2010. i pojavio se na prvom mjestu ljestvice Hot Mainstream Rock Tracks. Dana 22. rujna 2010. glazbeni spot za pjesmu "Lesson Learned" premijerno je prikazan na Yahoo! Musicu.
U veljači 2010. Black Gives Way to Blue osvojio je priznanje za zlatnu nakladu Canadian Recording Industry Associationa; na kanadskom je području bio prodan u više od 40 000 primjeraka. Taj je album u svibnju 2010. osvojio i priznanje Udruženja diskografske industrije Amerike za zlatnu nakladu; na području Sjedinjenih Američkih Država bio je prodan u više od 500 000 primjeraka.
Black Gives Way to Blue izabran je za drugi najbolji album 2009. na popisu Najboljih 20 albuma 2009. časopisa Kerrang! i na popisu Najboljih 50 albuma godine časopisa Metal Hammer. Pojavio se na sedmom mjestu Kerrangova popisa 50 najboljih albuma 2009. Uradak je osvojio Revolverovu nagradu Golden Gods u kategoriji "Album godine"; u toj su kategoriji bili nominirani i albumi skupina Slayer, Mastodon, Megadeth i Heaven and Hell.

## Glazbeni spotovi
Za promidžbu Black Gives Way to Bluea objavljeno je više glazbenih spotova nego za bilo koji prethodni uradak skupine. Objavljeni su spotovi za pjesme "A Looking in View", "Check My Brain", "Your Decision", "Acid Bubble" (čiji je interaktivni spot dostupan na službenim stranicama sastava), "Last of My Kind" i "Lesson Learned". Članovi sastava uopće se ne pojavljuju u spotovima za tri navedene pjesme ("A Looking in View", "Acid Bubble" i "Lesson Learned"), što je prvi takav slučaj u karijeri Alice in Chainsa (u spotu za pjesmu "Get Born Again" članovi se pojavljuju na mahove i rabe se slike iz prethodnih spotova).
Spot za pjesmu "Private Hell" objavljen je 27. rujna 2019. na službenom kanalu skupine na YouTubeu povodom desete godišnjice objave uratka. U spotu su prikazane snimke članova u vrijeme snimanja albuma od prosinca 2008. do siječnja 2009.

## Popis pjesama
Sve je pjesme napisao Jerry Cantrell (osim gdje je navedeno drukčije).
| 1.    | »All Secrets Known«       |                                          | 4:42 |
| 2.    | »Check My Brain«          |                                          | 3:57 |
| 3.    | »Last of My Kind«         | Cantrell, William DuVall                 | 5:52 |
| 4.    | »Your Decision«           |                                          | 4:43 |
| 5.    | »A Looking in View«       | Cantrell, DuVall, Sean Kinney, Mike Inez | 7:06 |
| 6.    | »When the Sun Rose Again« |                                          | 4:00 |
| 7.    | »Acid Bubble«             |                                          | 6:55 |
| 8.    | »Lesson Learned«          |                                          | 4:16 |
| 9.    | »Take Her Out«            |                                          | 4:00 |
| 10.   | »Private Hell«            |                                          | 5:38 |
| 11.   | »Black Gives Way to Blue« |                                          | 3:03 |
| 54:12 |                           |                                          |      |

| Dodatne pjesme s izdanja na iTunesu | Dodatne pjesme s izdanja na iTunesu   | Dodatne pjesme s izdanja na iTunesu | Dodatne pjesme s izdanja na iTunesu | Dodatne pjesme s izdanja na iTunesu | Dodatne pjesme s izdanja na iTunesu | Dodatne pjesme s izdanja na iTunesu | Dodatne pjesme s izdanja na iTunesu | Dodatne pjesme s izdanja na iTunesu | Dodatne pjesme s izdanja na iTunesu |
| Br.                                 | Skladba                               | Trajanje                            |                                     |                                     |                                     |                                     |                                     |                                     |                                     |
| ----------------------------------- | ------------------------------------- | ----------------------------------- | ----------------------------------- | ----------------------------------- | ----------------------------------- | ----------------------------------- | ----------------------------------- | ----------------------------------- | ----------------------------------- |
| 12.                                 | »Black Gives Way to Blue (Piano Mix)« | 3:01                                |                                     |                                     |                                     |                                     |                                     |                                     |                                     |
| 13.                                 | »Your Decision« (uživo)               | 4:48                                |                                     |                                     |                                     |                                     |                                     |                                     |                                     |
| 62:01                               |                                       |                                     |                                     |                                     |                                     |                                     |                                     |                                     |                                     |

| Dodatna pjesma s japanskog izdanja | Dodatna pjesma s japanskog izdanja                                    | Dodatna pjesma s japanskog izdanja | Dodatna pjesma s japanskog izdanja | Dodatna pjesma s japanskog izdanja | Dodatna pjesma s japanskog izdanja | Dodatna pjesma s japanskog izdanja | Dodatna pjesma s japanskog izdanja | Dodatna pjesma s japanskog izdanja | Dodatna pjesma s japanskog izdanja |
| Br.                                | Skladba                                                               | Trajanje                           |                                    |                                    |                                    |                                    |                                    |                                    |                                    |
| ---------------------------------- | --------------------------------------------------------------------- | ---------------------------------- | ---------------------------------- | ---------------------------------- | ---------------------------------- | ---------------------------------- | ---------------------------------- | ---------------------------------- | ---------------------------------- |
| 12.                                | »Down in a Hole« (uživo u Ricardo Montalbán Theatreu 7. srpnja 2009.) | 6:46                               |                                    |                                    |                                    |                                    |                                    |                                    |                                    |
| 60:56                              |                                                                       |                                    |                                    |                                    |                                    |                                    |                                    |                                    |                                    |

## Zasluge
| Alice in Chains - Jerry Cantrell – vokal, gitara - Sean Kinney – bubnjevi, udaraljke - Mike Inez – bas-gitara - William DuVall – gitara, prateći vokal; glavni vokal (na pjesmi "Last of My Kind") Dodatni glazbenici - Elton John – glasovir (na pjesmi "Black Gives Way to Blue"); aranžman i tonska obrada gudaćih glazbala (na pjesmama "Your Decision" i "Private Hell") - Lisa Coleman – vibrafon (na pjesmi "Black Gives Way to Blue") - Chris Armstrong – tabla (na pjesmi "When the Sun Rose Again") - Stevie Blacke – aranžman i tonska obrada gudaćih glazbala (na pjesmama "Your Decision" i "Private Hell") | Ostalo osoblje - Nick Raskulinecz – produkcija, dodatna tonska obrada - Paul Figueroa – snimanje - John Lousteau – pomoć pri tonskoj obradi - Martin Cooke – pomoć pri tonskoj obradi - Kevin Mills – pomoć pri tonskoj obradi - Randy Staub – miksanje - Ted Jensen – masteriranje - Rocky Schenck – fotografija - James Minchen III – fotografija (sastav) - Matt Taylor – umjetnički direktor, dizajn - Emmanuel Polanco – ilustracije |

## Ljestvice
| Ljestvica (2009.)                            | Najviša Pozicija |
| -------------------------------------------- | ---------------- |
| Australija                                   | 12.              |
| Austrija                                     | 14.              |
| Belgija (Flandrija)                          | 26.              |
| Belgija (Valonija)                           | 31.              |
| Danska                                       | 13.              |
| Finska                                       | 11.              |
| Francuska                                    | 46.              |
| Italija                                      | 32.              |
| Kanada                                       | 4.               |
| Meksiko                                      | 88.              |
| Nizozemska                                   | 34.              |
| Novi Zeland                                  | 7.               |
| Norveška                                     | 9.               |
| Njemačka                                     | 21.              |
| Poljska                                      | 16.              |
| SAD (Billboard 200)                          | 5.               |
| SAD (Top Alternative Albums)                 | 3.               |
| SAD (Top Rock Albums)                        | 3.               |
| SAD (Top Hard Rock Albums)                   | 2.               |
| Škotska                                      | 20.              |
| Španjolska                                   | 54.              |
| Švedska                                      | 20.              |
| Švicarska                                    | 21.              |
| Ujedinjeno Kraljevstvo                       | 19.              |
| Ujedinjeno Kraljevstvo (Rock & Metal Albums) | 3.               |